# Степ на Солоній
Степ на Солоній  — ландшафтний заказник місцевого значення. Об'єкт розташований на території Нікольського району Донецької області, на території  Боївської сільської ради.
Площа — 155,1 га, статус отриманий у 2018 році.
Являє собою слабо хвилястий петрофітний степ, майже без чагарників, з оголеннями гранітів на лівому схилі долини р. Солоної, лівого притока р. Каратиш. Характерна дуже велика мозаїчність рослинного покриву. Виявленно 5 рослинних угруповань занесених до Зеленої книги України. Зростають 10 видів, занесених до Червоної книги України (гіацинтик Палласів, сон богемський, карагана скіфська та інші), 9 рідкісних на території області видів рослин (аспленій північний, мигдаль низький, гвоздика видовжена та інші). Зустрічаються орел-карлик, тушканчик великий, які занесені до Червоної книги України.